# Дворянско-Терешанская волость
Дворянско-Те́решанская волость, Дворянско-Терешская волость — низшая административно-территориальная единица в составе Хвалынского уезда Саратовской губернии. Волостной центр — Дворянская Терешка.
Ныне территория волости в Радищевском районе Ульяновской области России, преимущественно в Радищевском городском поселении.

## История
По декрету ВЦИК от 12 ноября 1923 года Хвалынский уезд был упразднён. После 12.11.1923 земли волости в Чаушинской волости
[Чеушинский, Чаушский] Вольского уезда. 

## Состав
В составленном в 1927 г. списке  осталась одна деревня Белогоровка.
- Александровка (1875)
- Ащеровка (Белая Горка)
- Белогоровка (Белая Горка, Сперанка), 1875
- Воскресенка (Воскресенское), 1875
- Гуляй Поле (ныне Богдановка)
- Дворянская Терешка (Дмитриевское, Дмитриевка, Радищево) — волостной центр
- Новая Дмитриевка (1875)
- Рязановка (1875)
- Старая Зеленовка (1875)